# Sun Jun (Badminton)
Sun Jun (chinesisch 孙俊, * 16. Juni 1975 in Nanjing) ist ein ehemaliger chinesischer Badmintonspieler.

## Karriere
Sun Jun war einer der bedeutendsten Einzelspieler weltweit der 1990er Jahre. Er wurde 1992 Juniorenweltmeister und 1997 Asienmeister. 1997 erkämpfte er sich auch Silber bei der Weltmeisterschaft und gewann den World Badminton Grand Prix. Ein Jahr später verteidigte er den Titel beim World Badminton Grand Prix und siegte bei den All England. 1999 erspielte er sich den Weltmeistertitel im Einzel.
Bei den Olympischen Sommerspielen gelang ihm bei beiden Teilnahmen jedoch nicht der große Wurf. 1996 schied er im Achtelfinale aus, 2000 im Viertelfinale. Mit dem chinesischen Team gewann er 1995 und 1999 den Sudirman Cup.

## Sportliche Erfolge
| Saison | Veranstaltung              | Disziplin    | Platz | Name             |
| ------ | -------------------------- | ------------ | ----- | ---------------- |
| 1992   | Junioren-Weltmeisterschaft | Herreneinzel | 1     | Sun Jun          |
| 1993   | Wimbledon Open             | Herreneinzel | 1     | Sun Jun          |
| 1994   | Thailand Open              | Herreneinzel | 2     | Sun Jun          |
| 1994   | French Open                | Herreneinzel | 1     | Sun Jun          |
| 1994   | Brunei Open                | Herreneinzel | 1     | Sun Jun          |
| 1995   | Asienmeisterschaft         | Herreneinzel | 2     | Sun Jun          |
| 1995   | Sudirman Cup               | Team         | 1     | China            |
| 1996   | Russian Open               | Herreneinzel | 1     | Sun Jun          |
| 1996   | Dutch Open                 | Herreneinzel | 1     | Sun Jun          |
| 1997   | All England                | Herreneinzel | 2     | Sun Jun          |
| 1997   | Swiss Open                 | Herreneinzel | 3     | Sun Jun          |
| 1997   | Weltmeisterschaft          | Herreneinzel | 2     | Sun Jun          |
| 1997   | Asienmeisterschaft         | Herreneinzel | 1     | Sun Jun          |
| 1997   | Weltcup                    | Herreneinzel | 1     | Sun Jun          |
| 1997   | China Open                 | Herreneinzel | 3     | Sun Jun          |
| 1997   | Copenhagen Masters         | Herreneinzel | 1     | Sun Jun          |
| 1997   | World Badminton Grand Prix | Herreneinzel | 1     | Sun Jun          |
| 1998   | World Badminton Grand Prix | Herreneinzel | 1     | Sun Jun          |
| 1998   | Asienspiele                | Herreneinzel | 3     | Sun Jun          |
| 1998   | Swiss Open                 | Herreneinzel | 2     | Sun Jun          |
| 1998   | All England                | Herreneinzel | 1     | Sun Jun          |
| 1998   | Copenhagen Masters         | Herreneinzel | 1     | Sun Jun          |
| 1998   | Asienmeisterschaft         | Mixed        | 2     | Sun Jun / Ge Fei |
| 1999   | Sudirman Cup               | Team         | 1     | China            |
| 1999   | Weltmeisterschaft          | Herreneinzel | 1     | Sun Jun          |
| 1999   | Chinese Taipei Open        | Herreneinzel | 3     | Sun Jun          |
| 1999   | Japan Open                 | Herreneinzel | 2     | Sun Jun          |
| 2001   | Chinesische Nationalspiele | Mixed        | 1     | Sun Jun / Ge Fei |